# Carlo Bonelli
Carlo Bonelli (Roma, 1612 – Roma, 27 agosto 1676) è stato un cardinale e arcivescovo cattolico italiano.

## Biografia
Carlo Bonelli nacque a Roma nel palazzo Bonelli (oggi Valentini) di piazza Santi Apostoli. Era figlio di Antonio I Pio Bonelli, 4º duca di Salci e Montanara, e di Marzia Grimaldi Cebà, figlia di Antonio Grimaldi Cebà, che era stato dal 1593 al 1595 doge della Repubblica di Genova e quindi procuratore perpetuo della stessa. Suo padre era nipote del cardinale Michele Bonelli, segretario di Stato e nipote ex sorore di papa Pio V. Carlo discendeva dunque per via paterna dalla nobile famiglia Ghislieri e poteva contare, per via materna, su una vasta parentela nell'aristocrazia genovese.
Pur essendo primogenito di sette figli e nel pieno possesso di tutti i diritti che questa condizione gli riservava, abbracciò lo stato ecclesiastico e, dopo un primo periodo di studi trascorso nel seminario romano, ottenne il dottorato in utroque iure presso l'Università di Perugia. Tornato a Roma, avviato alla prelatura e ricevuti gli ordini sacri, divenne cameriere segreto di papa Urbano VIII che lo nominò nel 1639 referendario delle Segnature di Grazia e Giustizia e uditore della Camera Apostolica.
Successivamente entrò a far parte come prelato della Sacra Congregazione del Buon Governo e fu nominato giudice del Supremo Tribunale della Segnatura di Giustizia. Passato alla carriera amministrativa, servì come governatore in diverse città dello Stato Pontificio finché, per intercessione dei cardinali Giulio Cesare Sacchetti e Lorenzo Imperiali suoi protettori, il 15 aprile 1655 papa Alessandro VII lo nominò governatore di Roma e vice-camerlengo della Camera Apostolica.
L'anno successivo, nel concistoro segreto del 16 ottobre, fu eletto arcivescovo titolare di Corinto e designato nunzio apostolico straordinario in Spagna, dove rimase fino al novembre 1664. Ricevette la consacrazione episcopale dal cardinale Ottoboni il 29 ottobre 1656 e l'11 novembre si imbarcò a Civitavecchia. Il 2 marzo dell'anno successivo presentò il breve di nomina a Filippo IV.
Fondamentale fu il suo ruolo di intermediario tra il cardinale Mazzarino e don Luis de Haro nelle trattative che portarono alla stipulazione, il 7 novembre 1659, della Pace dei Pirenei, con la quale fu posta fine alla Guerra franco-spagnola. Lo stesso anno ottenne l'accreditamento come nunzio apostolico ordinario a Madrid. Nel 1663 fu incaricato dalla Santa Sede di sottoporre a Filippo IV un progetto di alleanza volto a proteggere Roma dalle minacce francesi e mantenere lo status quo in Italia.
Il successo politico e diplomatico della nunziatura a Madrid venne ricambiato con la nomina cardinalizia il 14 gennaio 1664. Richiamato a Roma, ricevette da papa Alessandro VII il titolo presbiterale di Sant'Anastasia ed entrò a far parte delle congregazioni della Sacra Consulta, dell'Immunità e del Buon Governo e divenendo protettore dei Cappuccini.
Trascorse gli ultimi anni a Roma confortato dalle sue ricchezze e dedicandosi all'amministrazione dei beni di Casa Bonelli-Ghislieri.  Finanziò importanti interventi al suo palazzo ai Ss. Apostoli, opponendosi alla vendita caldeggiatagli dai familiari a Olimpia Maidalchini, cognata di papa Innocenzo X. Partecipò ai conclavi del 1667 e del 1669-1670 sostenendo la candidatura dello zio Lorenzo Imperiali. Non prese parte al conclave del 1676, morendo durante la sede vacante, il 27 agosto 1676 nel suo palazzo ai Santi XII Apostoli.
Secondo la sua volontà fu sepolto nella Basilica di Santa Maria Sopra Minerva nella cappella gentilizia dove era già stato tumulato il prozio cardinale Michele Bonelli. Alcuni anni più tardi i nipoti gli fecero erigere un monumento sepolcrale da Carlo Rainaldi.

## Genealogia episcopale e successione apostolica
La genealogia episcopale è:
- Cardinale Guillaume d'Estouteville, O.S.B.Clun.
- Papa Sisto IV
- Papa Giulio II
- Cardinale Raffaele Sansone Riario
- Papa Leone X
- Papa Paolo III
- Cardinale Francesco Pisani
- Cardinale Alfonso Gesualdo
- Papa Clemente VIII
- Cardinale Pietro Aldobrandini
- Cardinale Laudivio Zacchia
- Cardinale Antonio Barberini, O.F.M.Cap.
- Cardinale Marcantonio Bragadin
- Papa Alessandro VIII
- Cardinale Carlo Bonelli Ghislieri

La successione apostolica è:
- Vescovo Rodrigo de Mandía y de Parga (1663)
- Vescovo Claudio Ciccolini (1666)

## Ascendenza
|                         |                        |                        | Genitori              |  |  | Nonni |  |  | Bisnonni      |  |  | Trisnonni        |  |
|                         |                        |                        |                       |  |  |       |  |  | Marco Bonelli |  |  | Girolamo Bonelli |  |
|                         |                        |                        |                       |  |  |       |  |  | Marco Bonelli |  |  | Girolamo Bonelli |  |
|                         |                        | …                      |                       |  |  |       |  |  | Marco Bonelli |  |  |                  |  |
| Girolamo Bonelli        |                        |                        |                       |  |  |       |  |  | Marco Bonelli |  |  |                  |  |
|                         |                        | Dominina de' Gibertis  | Girolamo de' Gibertis |  |  |       |  |  |               |  |  |                  |  |
|                         |                        | Dominina de' Gibertis  | Girolamo de' Gibertis |  |  |       |  |  |               |  |  |                  |  |
|                         |                        | Dominina de' Gibertis  | Gardina Ghislieri     |  |  |       |  |  |               |  |  |                  |  |
| Antonio Pio Bonelli     |                        | Dominina de' Gibertis  |                       |  |  |       |  |  |               |  |  |                  |  |
|                         |                        | Bernardino Peruzzi     |                       |  |  |       |  |  |               |  |  |                  |  |
|                         |                        |                        |                       |  |  |       |  |  |               |  |  |                  |  |
|                         |                        |                        |                       |  |  |       |  |  |               |  |  |                  |  |
| Adamante Peruzzi        |                        |                        |                       |  |  |       |  |  |               |  |  |                  |  |
|                         |                        | Partenia Rusticucci    | Lodovico Rusticucci   |  |  |       |  |  |               |  |  |                  |  |
|                         |                        | Partenia Rusticucci    | Lodovico Rusticucci   |  |  |       |  |  |               |  |  |                  |  |
|                         |                        | Partenia Rusticucci    | Adamante Leonardi     |  |  |       |  |  |               |  |  |                  |  |
| Carlo Bonelli           |                        | Partenia Rusticucci    |                       |  |  |       |  |  |               |  |  |                  |  |
|                         | Bernardo Grimaldi Cebà | Ambrogio Grimaldi Cebà |                       |  |  |       |  |  |               |  |  |                  |  |
|                         | Bernardo Grimaldi Cebà | Ambrogio Grimaldi Cebà |                       |  |  |       |  |  |               |  |  |                  |  |
|                         | Bernardo Grimaldi Cebà | Maria Spinola          |                       |  |  |       |  |  |               |  |  |                  |  |
| Antonio I Grimaldi Cebà | Bernardo Grimaldi Cebà |                        |                       |  |  |       |  |  |               |  |  |                  |  |
|                         |                        | Pellegrina Cicala      | Cipriano Cicala       |  |  |       |  |  |               |  |  |                  |  |
|                         |                        | Pellegrina Cicala      | Cipriano Cicala       |  |  |       |  |  |               |  |  |                  |  |
|                         |                        | Pellegrina Cicala      | Pellegra Doria        |  |  |       |  |  |               |  |  |                  |  |
| Marzia Grimaldi Cebà    |                        | Pellegrina Cicala      |                       |  |  |       |  |  |               |  |  |                  |  |
|                         |                        | Cristoforo Pallavicini | Alaone Pallavicini    |  |  |       |  |  |               |  |  |                  |  |
|                         |                        | Cristoforo Pallavicini | Alaone Pallavicini    |  |  |       |  |  |               |  |  |                  |  |
|                         |                        | Cristoforo Pallavicini | Violante Cattaneo     |  |  |       |  |  |               |  |  |                  |  |
| Argenta Pallavicini     |                        | Cristoforo Pallavicini |                       |  |  |       |  |  |               |  |  |                  |  |
|                         |                        | Saracina Spinola       | Adamo Spinola         |  |  |       |  |  |               |  |  |                  |  |
|                         |                        | Saracina Spinola       | Adamo Spinola         |  |  |       |  |  |               |  |  |                  |  |
|                         |                        | Saracina Spinola       | Maria Fieschi         |  |  |       |  |  |               |  |  |                  |  |
|                         |                        | Saracina Spinola       |                       |  |  |       |  |  |               |  |  |                  |  |